# فرزند آفتاب
فرزند آفتاب (به انگلیسی: Sunlight Jr.) فیلمی محصول سال ۲۰۱۳ و به کارگردانی لوری کولیر است. در این فیلم بازیگرانی همچون نائومی واتس، مت دیلون، نورمن ریدس، تس هارپر و آنتونی کورونه ایفای نقش کرده‌اند.